# Mülheim an der Ruhr
Mülheim an der Ruhr es una ciudad alemana del estado de Renania del Norte-Westfalia, situada entre las ciudades de Essen y Duisburgo, a orillas del Ruhr. Es sede de diversas empresas, especialmente de la industria alimentaria, como la Compañía Aldi Süd, el Grupo Harke y el Grupo Tengelmann.

## Historia
La villa pertenecía a los señores de Broich desde el año 1093. En 1598 el castillo y la población fueron ocupadas por las tropas españolas dirigidas por Francisco López de Mendoza y Mendoza y de nuevo tomada por Ambrosio Spínola en octubre de 1605, hasta su ocupación por tropas de las Provincias Unidas de los Países Bajos en febrero de 1609. Entregándola de nuevo a su señor, Juan Adolfo de Daun, yerno de Juan VII de Nassau-Siegen.
En 1614, durante la crisis de la sucesión de Juliers-Cléveris, fue ocupada de nuevo por las tropas españolas de Ambrosio Spínola, que destruyó sus murallas para evitar que fuera utilizada como fortaleza por los protestantes.
En 1682 la villa fue heredara por la familia Leiningen.
En 1806 fue anexada al Gran Ducado de Berg. Recibió su carta municipal en 1808, pasando en 1815 al Reino de Prusia. Cien años después la población superaba los 100 000 habitantes, lo que convirtió a Mülheim en una ciudad oficial. En el momento del bicentenario de la ciudad, con unos 170 000 habitantes, se contaba entre las ciudades más pequeñas de Alemania.
En 1993, la ciudad fue laureada junto con Bocholt con el Premio de Europa, una distinción otorgada anualmente por el Consejo de Europa, desde 1955, a aquellos municipios que hayan hecho notables esfuerzos para promover el ideal de la unidad europea.

## Geografía

### Ubicación geográfica

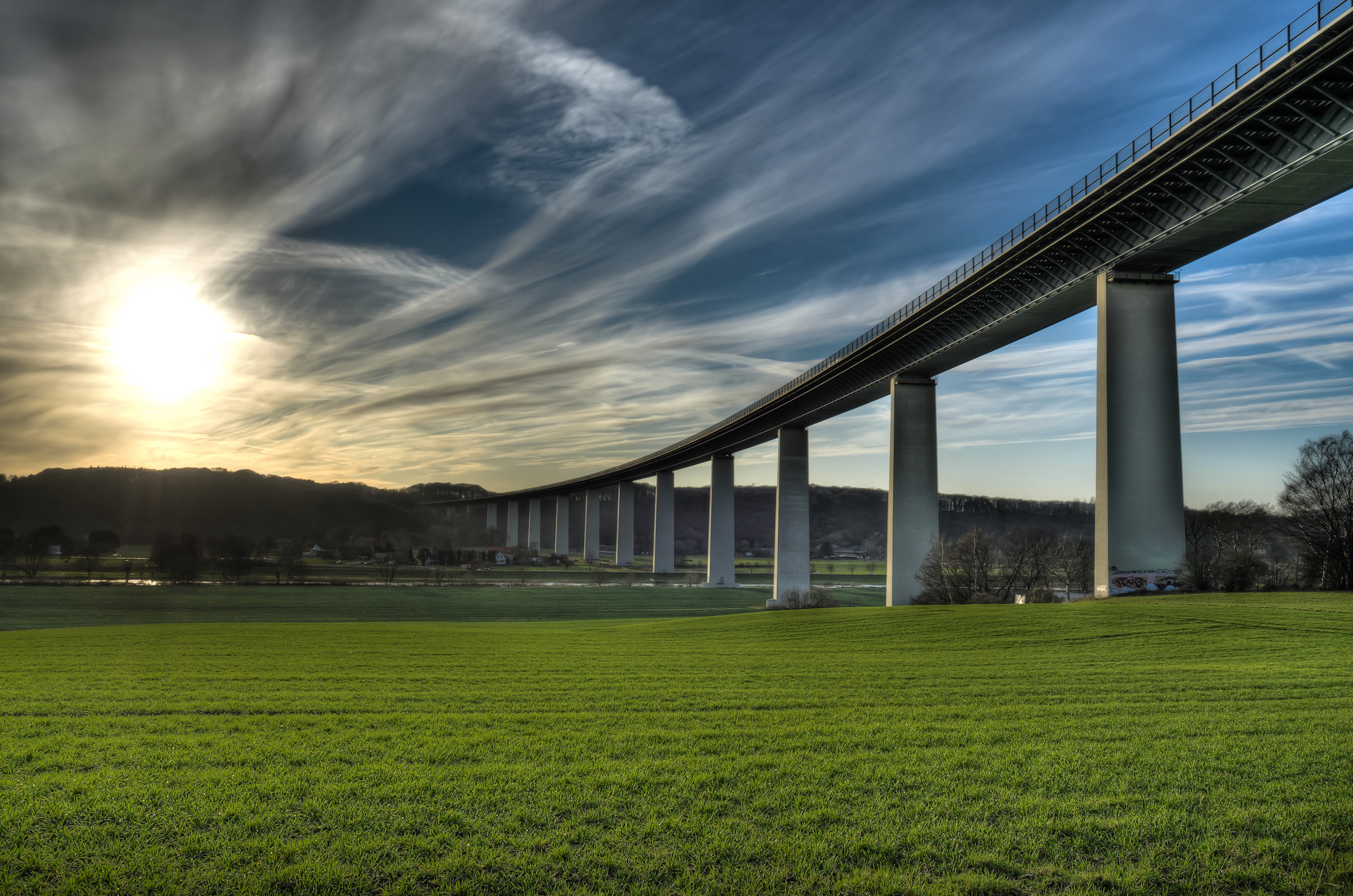
El puente Mintarder Ruhrtalbrücke en Mülheim, cruza el Ruhr conectando Düsseldorf y Essen.

Mülheim an der Ruhr está situada al suroeste de Essen, en la cuenca del Ruhr.

### Geología
Las estribaciones septentrionales del macizo renano se caracterizan por la formación rocosa característica de las laderas desnudas de las montañas, por las que discurren capas carboníferas que se formaron durante el periodo carbonífero. Aquí el Ruhr se adentra más de 50 metros en este Mittelgebirge. Esta erosión natural dejó al descubierto en parte estos depósitos de carbón negro explotables, lo que permitió su exploración y extracción mediante pozos. Sin embargo, las capas ricas en carbón eran cada vez más profundas a medida que se avanzaba hacia el norte, lo que obligaba a instalar minas para extraer el carbón negro. En cambio, el amplio bayou (brazo muerto de un río) del municipio de Styrum es característico de las características de la llanura del Bajo Rin.

## Transporte
La línea del metro U18 conecta con la ciudad con Essen.

## Demografía
Tiene 168 925 habitantes (31 de diciembre de 2007). Área: 91,26 km².
| Año  | Población |
| ---- | --------- |
| 1400 | 1200      |
| 1600 | 2000      |
| 1800 | 11 000    |
| 1845 | 10 096    |
| 1871 | 14 267    |
| 1890 | 27 903    |
| 1895 | 31 429    |
| 1900 | 38 292    |
| 1905 | 93 599    |
| 1910 | 112 580   |
| 1919 | 127 027   |
| 1925 | 127 400   |

| Año  | Población |
| ---- | --------- |
| 1933 | 133 279   |
| 1939 | 137 540   |
| 1950 | 149 589   |
| 1961 | 185 708   |
| 1970 | 192 200   |
| 1975 | 190 100   |
| 1980 | 182 100   |
| 1985 | 172 600   |
| 1989 | 175 454   |
| 1997 | 175 800   |
| 2003 | 170 745   |
| 2007 | 168 925   |

## Clima
| Mes                           | Media | Ene | Feb | Mar | Abr  | May  | Jun  | Jul  | Ago  | Sep  | Oct  | Nov | Dic |
| ----------------------------- | ----- | --- | --- | --- | ---- | ---- | ---- | ---- | ---- | ---- | ---- | --- | --- |
| Temperatura máxima media (°C) | 13,3  | 4,5 | 5,4 | 9,2 | 12,7 | 17,6 | 19,8 | 22,1 | 22,3 | 18,4 | 13,6 | 8,3 | 5,6 |
| Temperatura mínima media (°C) | 6,7   | 0,2 | 0,4 | 2,8 | 5,1  | 9,2  | 11,5 | 13,5 | 13,7 | 11,2 | 7,5  | 3,7 | 1,6 |
| Lluvias (mm)                  | 11,6  | 15  | 10  | 13  | 11   | 11   | 13   | 10   | 9    | 11   | 10   | 12  | 15  |
| Fonte: wetter10.com           |       |     |     |     |      |      |      |      |      |      |      |     |     |